# Chi l'ha visto?
Pour plus de détails, voir Fiche technique et Distribution.
Chi l'ha visto? est une comédie italienne réalisée par Goffredo Alessandrini et sorti en 1945.

## Synopsis
Emilio est un comédien vagabond qui est reconnu et recueilli par une famille comme étant l'homme qui était parti sans laisser de traces quelques années auparavant. La maîtresse de maison est une femme âgée et despotique, qui s'en prend particulièrement à sa jeune nièce Luisella, qui est convaincue qu'Emilio est son père. Emilio est d'abord obligé de se soumettre aux instructions inappropriées de la femme, mais il se prend rapidement d'affection pour Luisella. Il parvient à ramener un peu d'ordre et d'entente dans la famille. Finalement, pris de nostalgie, il reprend sa vie de vagabond.

## Fiche technique
- Titre original italien : Chi l'ha visto?[1]
- Réalisation : Goffredo Alessandrini
- Scenario : Federico Fellini, Piero Tellini
- Photographie :	Domenico Scala
- Montage : Mario Serandrei
- Musique : Gino Filippini (it)
- Décors : Ottavio Scotti (it)
- Costumes : Gino Carlo Sensani (it)
- Société de production : Generalcine, Industrie Cinematografiche Artistiche Romane
- Pays de production :  Royaume d'Italie
- Langue originale : Italien
- Format : Noir et blanc - 1,37:1 - Son mono - 35 mm
- Durée : 96 minutes
- Genre : Comédie
- Dates de sortie :
  - Royaume d'Italie : septembre 1945

## Distribution
- Virgilio Riento : Emilio
- Valentina Cortese : Luisella
- Carlo Campanini : Gigetto
- Ada Dondini : la tante de Luisella
- Alberto Sordi : le plombier
- Giovanni Grasso
- Giacinto Molteni :
- Dina Perbellini :
- Pina Renzi :
- Tino Scotti :
- Guglielmo Sinaz (en) :
- Aroldo Tieri :

## Exploitation
Tourné en 1943, il n'a été diffusé dans les cinémas qu'à partir de l'été 1945, en raison des événements de la guerre. Le Centro sperimentale di cinematografia, qui gère les archives de la Cineteca Nazionale, a déclaré le film perdu et donc introuvable.